# Uta Hagen
Uta Thyra Hagen (Göttingen, Alemània, 12 de juny de 1919 - Nova York, 14 de gener de 2004) va ser una actriu, practicant de teatre i mestra d'actors nord-americana d'origen alemany, una de les més importants i influents del teatre estatunidenc del segle xx. Ella va crear el paper de Martha a l'estrena de Broadway de 1962 de Qui té por de Virginia Woolf?, d'Edward Albee, que la va considerar «una actriu profundament veraç», un paper molt recordat, amb què obtingué el seu primer premi Tony. Com que Hagen estava a la llista negra de Hollywood, en part per la seva associació amb Paul Robeson, les seves oportunitats cinematogràfiques van disminuir i va centrar la seva carrera al teatre de Nova York.
Més tard es va convertir en una professora d'actuació molt influent a l'estudi Herbert Berghof de Nova York i fou autora de textos didàctics, com ara Respect for Acting, amb Haskel Frankel, i A Challenge for the Actor. Les seves contribucions més importants a la pedagogia del teatre van ser una sèrie d'«exercicis d'objectes» que es basaven en l'obra de Konstantin Stanislavski i Ievgueni Vakhtàngov.
Va guanyar dues vegades el premi Tony a la millor actriu en una obra de teatre i va rebre un premi Tony especial el 1999 per la seva trajectòria. Va ser inclosa al Saló de la Fama del Teatre Americà el 1981.

## Vida i carrera

### Primers anys de vida
Nascuda a Göttingen, Alemanya, era filla de Thyra Leisner, una cantant d'òpera, i d'Oskar Hagen, historiador de l'art i músic, la família del qual havia emigrat als Estats Units el 1924. Uta Hagen es va criar a Madison, Wisconsin, perquè el seu pare era professor d'Història de l'art a la Universitat. En aquells anys, va intervenir en produccions de la Universitat de Wisconsin High School. Va estudiar breument interpretació a la Royal Academy of Dramatic Art el 1936. Després de passar un semestre a la Universitat de Wisconsin-Madison, va marxar a la ciutat de Nova York el 1937.

### Carrera
El seu primer paper professional va ser el d'Ofèlia, al costat d'Eva Le Gallienne en el paper principal de Hamlet, a Dennis, Massachusetts, el 1936. Hagen va interpretar (a l'edat de 18 anys) el paper de Nina en una producció de Broadway de La gavina, d'Anton Txékhov, amb Alfred Lunt i Lynn Fontanne, que van ser, diria més tard, «una influència enorme en la meva vida". Admirava "la seva passió pel teatre i la seva disciplina». El crític del New York Times Brooks Atkinson va aclamar la seva Nina com «la gràcia i l'aspiració encarnades».

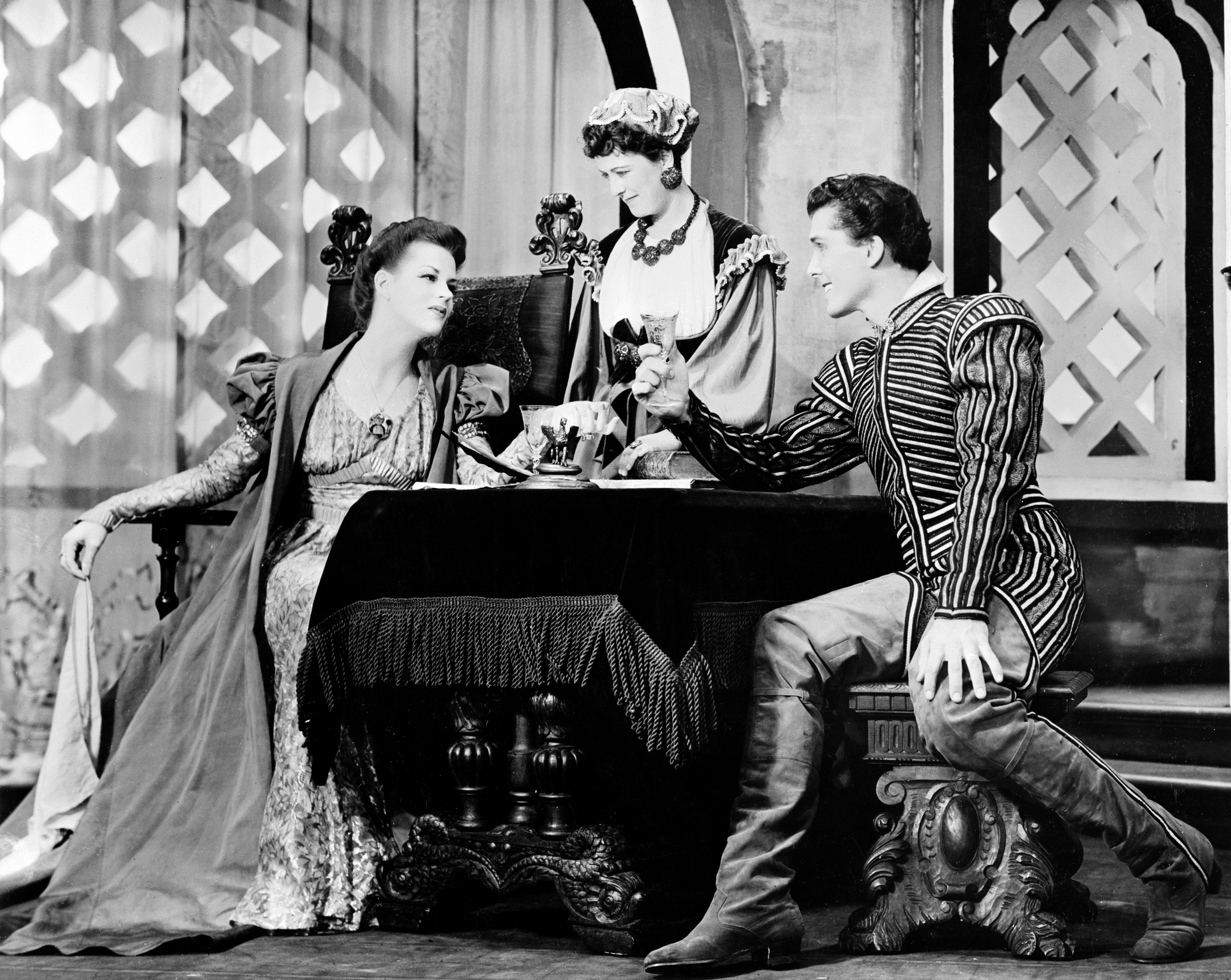
Escena dOtel·lo, amb Uta Hagen com a Desdèmona, 1943

Va interpretar Saint Joan (1951), de George Bernard Shaw, a Broadway i el paper de Desdèmona, a Otel·lo, en una producció que va fer gira. Més tard va actuar amb Paul Robeson a Othello, de Shakespeare, on el seu aleshores marit, José Ferrer, era Iago. Va assumir el paper de Blanche DuBois a A Streetcar Named Desire per a la gira nacional, que va ser dirigida per Harold Clurman. A Respect for Acting, va acreditar els seus descobriments amb Clurman com a trampolí del que més tard explorarà amb el seu marit, Herbert Berghof: «com trobar una veritable tècnica d'actuació, com fer que un personatge flueixi a través de mi». Va interpretar Blanche (a la carretera i a Broadway) al costat d'almenys quatre Stanley Kowalskis diferents, inclosos Anthony Quinn i Marlon Brando.
Destacada principalment pels papers escènics, Hagen va guanyar el seu primer premi Tony el 1951 per la seva interpretació com l'esposa abnegada Georgie a The Country Girl, de Clifford Odets. Va tornar a guanyar el 1963 per haver creat el paper de Martha a Who's Afraid of Virginia Woolf?, d'Edward Albee.
Tot i que va aparèixer en algunes pel·lícules després de 1972, la llista negra de Hollywood va limitar la seva producció en cinema i televisió. Més tard comentaria que «aquest fet em va mantenir pura».

## Mestra d'actrius i actors

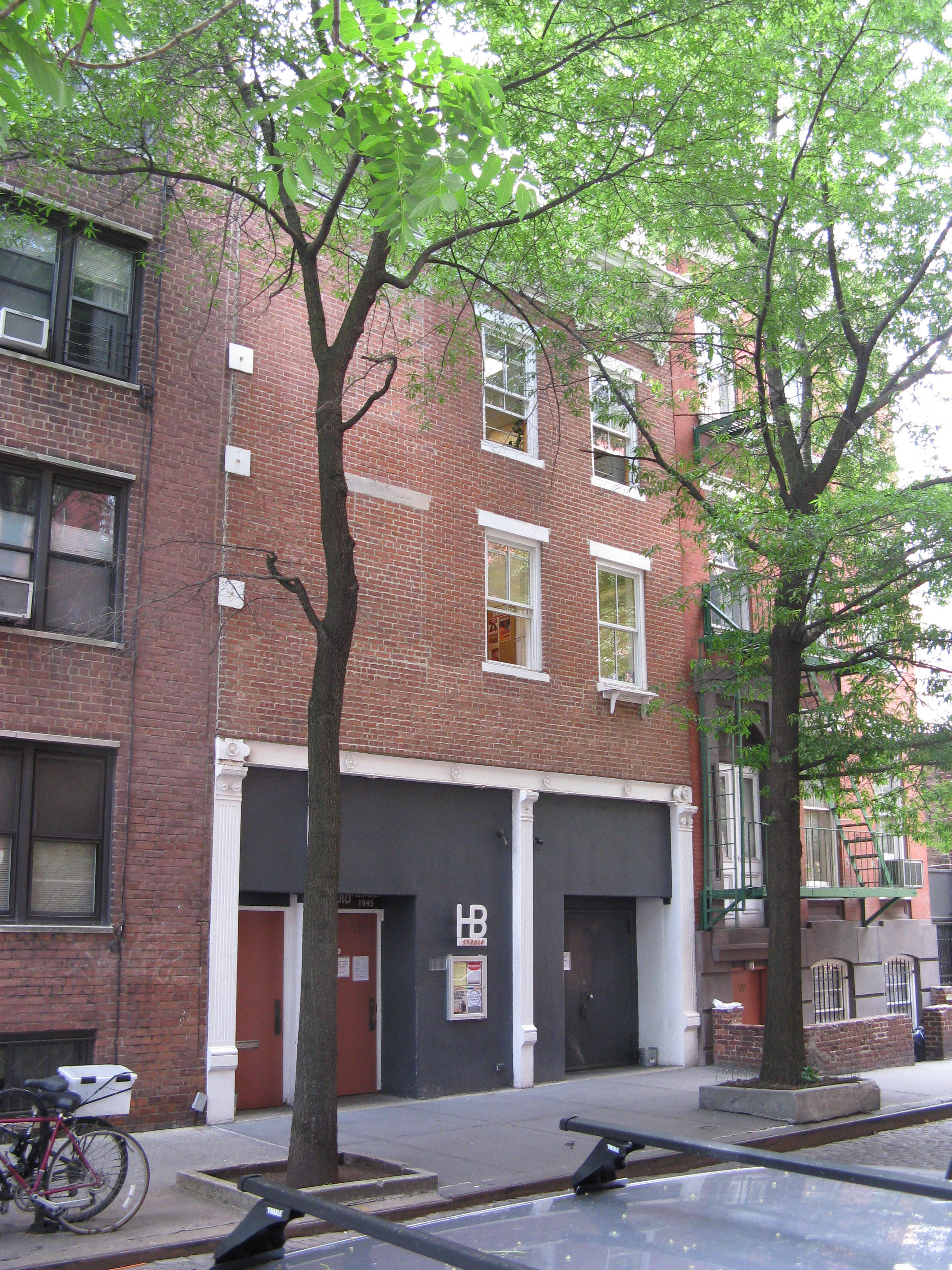
HB Studio, a Greenwich Village, New York

Va ensenyar a HB Studio, una escola d'actuació al Greenwich Village, a la ciutat de Nova York, que esdevindria una de les millors escoles d'arts escèniques de la ciutat. Va començar allà el 1947 i es va casar amb el seu cofundador, Herbert Berghof, el 25 de gener de 1957. Hagen va ser una professora d'actuació molt influent, que va ensenyar, entre d'altres, Matthew Broderick, Christine Lahti, Amanda Peet, Hope Davis, Jason Robards, Sigourney Weaver, Katie Finneran, Liza Minnelli, Whoopi Goldberg, Jack Lemmon, Marsha Mason, Charles Nelson Reilly, Geraldine Page, Manu Tupou, Debbie Allen, Herschel Savage, F. Murray Abraham, George Segal, Jon Stewart i Al Pacino. Va ser entrenadora de veu de Judy Garland, per ensenyar-li l'accent alemany per a Judgment at Nuremberg. L'actuació de Garland li va valdre una nominació a l'Acadèmia.
Més tard, Hagen va tornar als escenaris, guanyant elogis pels papers principals a Mrs. Warren's Profession (1985), Collected Stories i Mrs. Klein. Després de la mort de Berghof el 1990, es va convertir en la presidenta de l'escola.

També va escriure Respect for Acting (1973), esdevingut un clàssic en l'aprnentatge actoral, i A Challenge for the Actor (1991), que defensen l'actuació realista (a diferència de la "formalista"). «En el seu mode de realisme, l'actor utilitza la seva pròpia psique per trobar la identificació amb el paper», confiant que es produirà. A Respect for Acting, Hagen va acreditar al director Harold Clurman un gir en la seva perspectiva sobre l'actuació:
El 1947, vaig treballar en una obra de teatre sota la direcció d'Harold Clurman. Em va obrir un nou món en el teatre professional. Em va treure els «trucs». No va imposar cap lectura de línies, ni gestos, ni posicions als actors. Al principi em vaig desfer molt perquè durant molts anys m'havia acostumat a utilitzar direccions externes específiques com a material a partir del qual construir la màscara del meu personatge, la màscara darrere de la qual m'amagaria durant tota la representació. El senyor Clurman es va negar a acceptar una màscara. Em va exigir en el paper. El meu amor per la interpretació es va despertar lentament quan vaig començar a tractar amb una estranya nova tècnica d'evolució del personatge. No em va permetre començar ni preocupar-me en cap moment d'una forma preconcebuda. Em van assegurar que en sorgiria un mètode del treball que estàvem fent.
Hagen més tard es va «desvincular» de Respect for Acting. A Challenge for the Actor, va redefinir un terme que inicialment havia anomenat «substitució», una tècnica esotèrica per barrejar elements de la vida d'un actor amb el seu treball de personatge, que anomenà «transferència». Respect for Acting es va fer servir com a llibre de text per a moltes classes d'interpretació universitàries. També va escriure un llibre de cuina de 1976, Love for Cooking. El 2002, el president George W. Bush li va atorgar la Medalla Nacional de les Arts en una cerimònia celebrada a la Casa Blanca.
Harvey Korman es refereix al que era estudiar amb ella durant la seva entrevista a Archive of American Television el 2004. David Hyde Pierce va treballar amb Hagen a l'obra de Richard Alfieri Six Dance Lessons in Six Weeks, al Geffen Playhouse el 2001. Hyde Pierce va parlar al seu memorial de 2004 al Majestic Theatre de Manhattan.

### Alumnes d'Uta Hagen[14]
- Gene Wilder
- Robert DeNiro
- Steve McQueen
- Tony Goldwyn
- Orson Bean
- Faye Dunaway
- Gene Hackman
- Laura Esterman
- Hal Holbrook
- Sandy Dennis
- Griffin Dunne
- Sally Kirkland[20]
- Robert LuPone
- Barbara Feldon
- Tovah Feldshuh
- Michael Paré[21]
- Katie Finneran
- Constance Ford
- Victor Garber
- Jerry Stiller
- Anne Meara
- Rita Gardner
- Charles Nelson Reilly
- Lee Grant
- Charles Grodin
- Eileen Heckart
- William Hickey
- Gerald Hiken
- Anne Jackson
- Harvey Korman[17]
- Geraldine Page
- Jason Robards, Jr.
- Matthew Broderick
- Corey Parker[22]
- Whoopi Goldberg
- Amanda Peet
- Jack Lemmon
- Lindsay Crouse
- Fritz Weaver
- Prunella Scales
- Kevin Sussman
- Rochelle Oliver
- Peter Boyle

## Vida personal
Uta Hagen va estar casada amb José Ferrer des de 1938 fins a 1948. Van tenir una filla junts, Leticia, nascuda el 15 d'octubre de 1940. Es van divorciar en part a causa de la relació de Hagen durant molt de temps amb Paul Robeson, el seu coprotagonista a Othello. Hagen es va casar amb Herbert Berghof el 25 de gener de 1957, una unió que va durar 33 anys fins a la seva mort, el 1990. Va morir a Greenwich Village el 2004 després de patir un ictus el 2001.
El seu nom era a la cançó La Vie Bohème de l'òpera rock Rent de 1996, escrita i composta per Jonathan Larson: «To the stage, To Uta, To Buddha, Pablo Neruda too».

## Obra

### Teatre[24]
- The Seagull, d'Anton Txékhov - 1938
- The Happiest Days, de Charlotte Armstrong - 1939Uta Hagen a The Other (1972)
- Vickie, d'S. M. Herzig - 1942

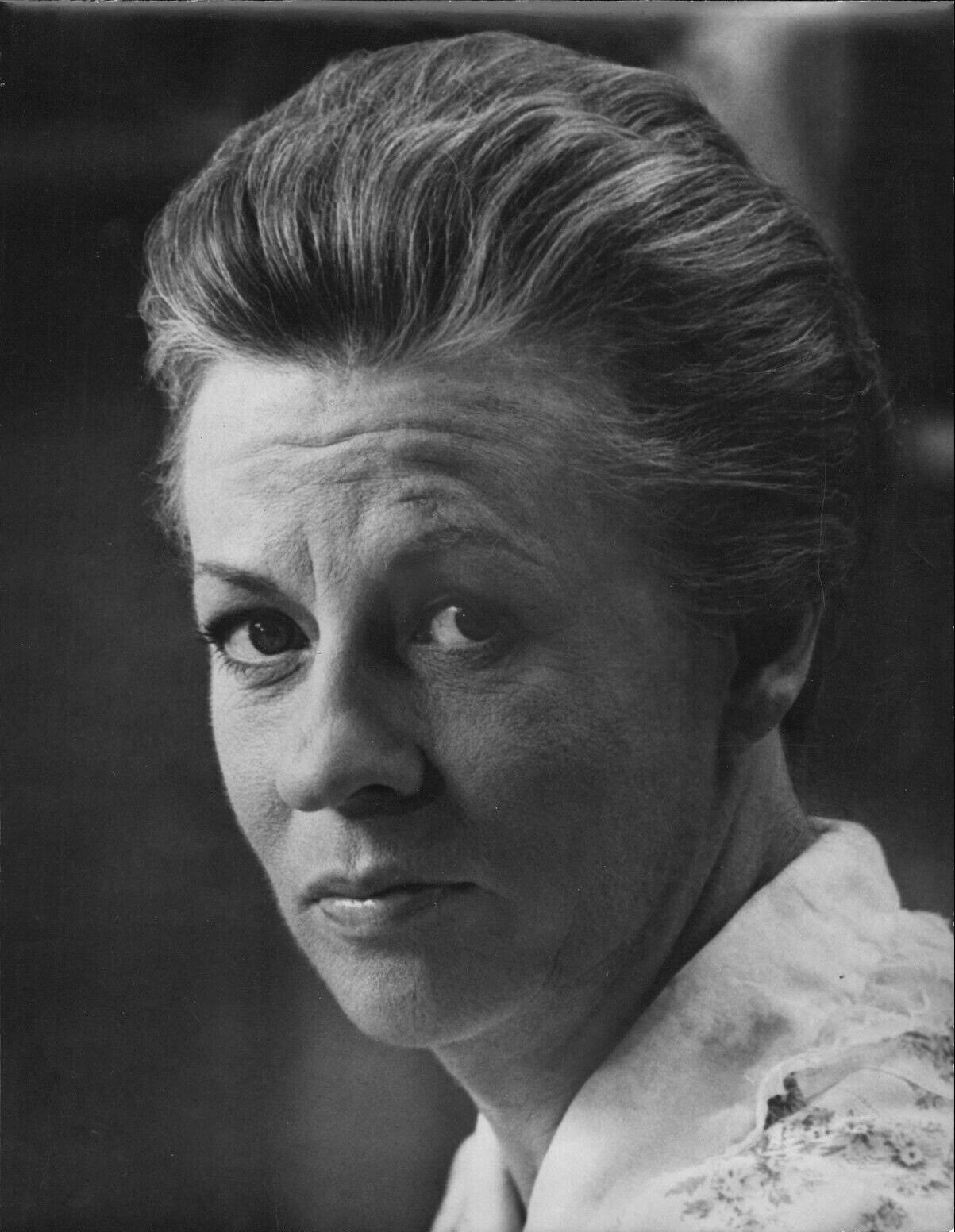
Uta Hagen a The Other (1972)

- Othello, de William Shakespeare - 1943
- The Whole World Over, de Konstantine Simonov, adaptat per Thelma Schnee - 1947
- A Streetcar Named Desire, de Tennessee Williams - 1947
- The Country Girl, de Clifford Odets - 1950
- Saint Joan, de George Bernard Shaw - 1951
- In Any Language, d'Edmund Beloin and Henry Garson - 1952
- The Magic and The Loss, de Julian Funt - 1954
- Island of Goats, d'Ugo Betti - 1955
- A Month in the Country, d'Ivan Turguénev - 1956
- Who's Afraid of Virginia Woolf?, d'Edward Albee - 1962
- The Cherry Orchard, d'Anton Txékhov - 1968
- You Never Can Tell, de George Bernard Shaw - 1986
- Charlotte, de Peter Hacks - 1980
- Mrs. Klein, de Nicholas Wright - 1995
- Collected Stories, de Donald Margulies - 1998
- Six Dance Lessons in Six Weeks, de Richard Alfieri - 2001

### Cine
- The Other, de Robert Mulligan - 1972
- Els nens del Brasil, de Franklin J. Schaffner - 1978
- A Doctor's Story, de Peter Levin - 1984
- El misteri Von Bulow (títol originalː Reversal of Fortune), de Barbet Schroeder - 1990
- Limón: A Life Beyond Words, de Malaqui Roth - 2001

### Televisió
- Victory - 1945
- A Month in the Country - 1959
- The Day Before Sunday - 1970
- Seasonal Differences - 1987
- The Sunset Gang - 1991

## Premis i nominacions
- Va ser nominada a un premi Daytime Emmy com a «Actriu secundària destacada en una sèrie dramàtica» per la seva actuació a la telenovel·la de televisió One Life to Live.
- 1951, Premi Tony, actriu—obra de teatre, The Country Girl[25]
- 1963, Premi Tony, actriu—obra de teatre, Who's Afraid of Virginia Woolf?
- 1966, Distinguished Performance Award als Drama League Awards per Mrs Klein.[26]
- 1966, Premi Lucille Lortel, millor actriu (obra de teatre) per Mrs Klein.[26]
- Premi especial Tony 1999 a tota la trajectòria[27]
- 1999, Membre de l'Acadèmia Americana de les Arts i les Ciències[28]
- 2002, Medalla Nacional de les Arts